# スワベジュンイチ
スワベ ジュンイチは、声優の諏訪部順一が率いるエンターテインメント・プロジェクトである。チーム名であり、諏訪部個人を指すものではない。

## 経歴
2007年1月1日、諏訪部順一が自らのウェブサイトでプロジェクト「スワベジュンイチ」の立ち上げを発表。このプロジェクトのスタッフは流動的で、企画ごとに協力者を集う形式をとる。同年3月28日、1stシングルCD『Dona Dona』をリリース。これは童謡ドナドナをテクノトランス風とデスメタル風にアレンジした両A面扱いのマキシシングルである。4月9日付オリコンウィークリーチャートでは初登場で63位にランクインした。4月8日から、ラジオ番組「AZUのラジオ」4月のエンディングテーマ『サクラ』を担当。6月27日、『サクラ』を収録するラジオCD『AZUのラジオ 2007年4月はサクっ!』がリリースされる。なお、このCDにはラジオのゲストが「スワベジュンイチ」と記載されているが、本当は「諏訪部順一」個人とのこと。10月7日から、テレビアニメ『ゲゲゲの鬼太郎』第5シリーズ（2007年4月～）第2期エンディングテーマを担当。11月11日、2ndシングルCD『妖怪横丁ゲゲゲ節』のCMが初オンエアされる。CMは、鬼太郎のコスプレをした諏訪部が渋谷スクランブル交差点にいるというもの。このとき胸にあった目玉おやじは諏訪部の私物である。また、後日発売された2枚のCDの巻き帯にもこのCMの写真が使われた。11月21日、『妖怪横丁ゲゲゲ節』がリリースされる。着メロダウンロードサイトGIGAの11月25日付ランキングでは48位、12月3日付オリコンウィークリーチャートでは118位。
2008年1月9日、3rdシングルCD『妖怪横丁ゲゲゲ節〜諸国漫遊編〜』がリリースされる。1月8日付オリコンデイリーチャートでは初登場48位、1月21日付ウィークリーチャートでは88位となった。2月27日、「妖怪横丁ゲゲゲ節・サントラオリジナルバージョン〜目玉おやじとマヒマヒ編〜」が収録された『ゲゲゲの鬼太郎オリジナル・サウンドトラック 弐』がリリース。

## 作品

### シングルCD
- 『Dona Dona』（2007年3月28日発売）

1. Dona Dona 〜type.T mix〜
2. Dona Dona 〜type.M mix〜
3. Dona Dona 〜Live@BIGFOOT〜
4. Dona Dona 〜type.T mix〜(Let's sing)

- 『妖怪横丁ゲゲゲ節』（2007年11月21日発売）

1. 妖怪横丁ゲゲゲ節
2. 妖怪横丁ゲゲゲ節〜横丁住人編〜
3. 妖怪横丁ゲゲゲ節（オリジナル．カラオケ）

- 『妖怪横丁ゲゲゲ節〜諸国漫遊編〜』（2008年1月9日発売）

1. 妖怪横丁ゲゲゲ節〜諸国漫遊編〜
2. 妖怪横丁ゲゲゲ節〜西洋妖怪編〜
3. 妖怪横丁ゲゲゲ節（オリジナル・カラオケ）

### ラジオCD
- 『AZUのラジオ 2007年4月はサクっ!』初回生産完全限定盤（2007年6月27日発売）

1. AZUのラジオ 2007年4月放送分より（前）
2. AZUのラジオ 2007年4月放送分より（後）
3. サクラ 歌：スワベジュンイチ

### DVD
- 『UNLIMITED MOTOR WORKS feat.三木眞一郎』（2014年10月25日発売）
- 『UNLIMITED MOTOR WORKS #2 feat.三木眞一郎&鈴村健一』（2017年3月29日発売）

### その他
- プライズ品
  - マスコット全3種「あかういんな」「たこういんな」「まんまういんな」（2016年9月10日）
  - BIGぬいぐるみ全2種「あかういんな」「たこういんな」（2016年9月27日）
  - クッション全2種「あかういんな」「たこういんな」（2017年2月15日）